# Elecciones municipales de 2015 en Burgos
Las elecciones municipales de 2015 se celebraron en Burgos el domingo 24 de mayo, de acuerdo con el Real Decreto de convocatoria de elecciones locales en España dispuesto el 30 de marzo de 2015 y publicado en el Boletín Oficial del Estado el día 31 de marzo. Se eligieron los 27 concejales del pleno del Ayuntamiento de Burgos, a través de un sistema proporcional (método d'Hondt), con listas cerradas y un umbral electoral del 5 %.
- Datos: Q109425423